# Urmatt
Urmatt est une commune française située dans la circonscription administrative du Bas-Rhin et, depuis le 1er janvier 2021, dans le territoire de la Collectivité européenne d'Alsace, en région Grand Est.
Cette commune se trouve dans la région historique et culturelle d'Alsace.

## Géographie

### Localisation
Urmatt se trouve dans la vallée de la Bruche, à proximité de forêts et de la route départementale reliant Strasbourg à Schirmeck.

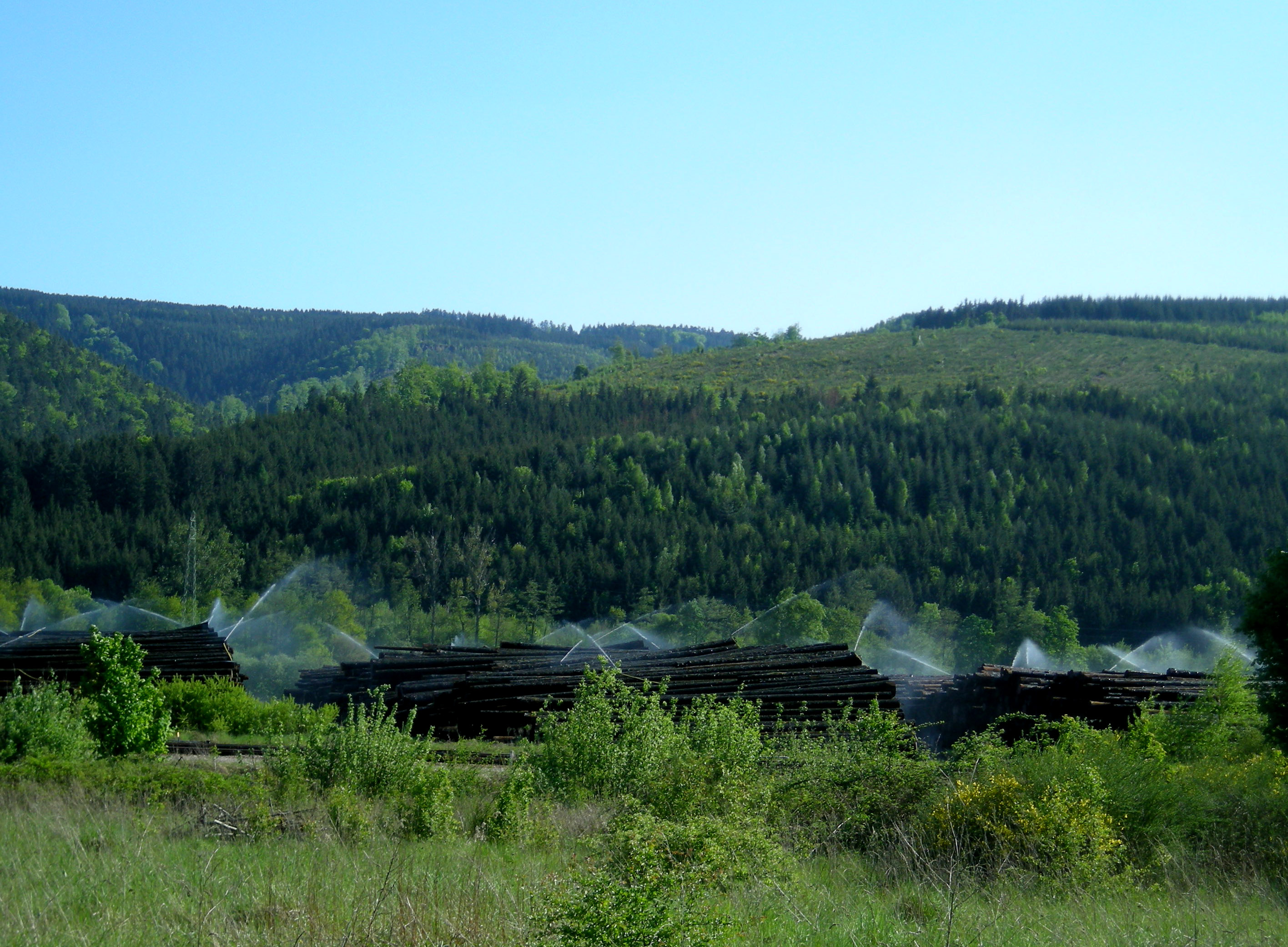
Arrosage du bois de scierie.

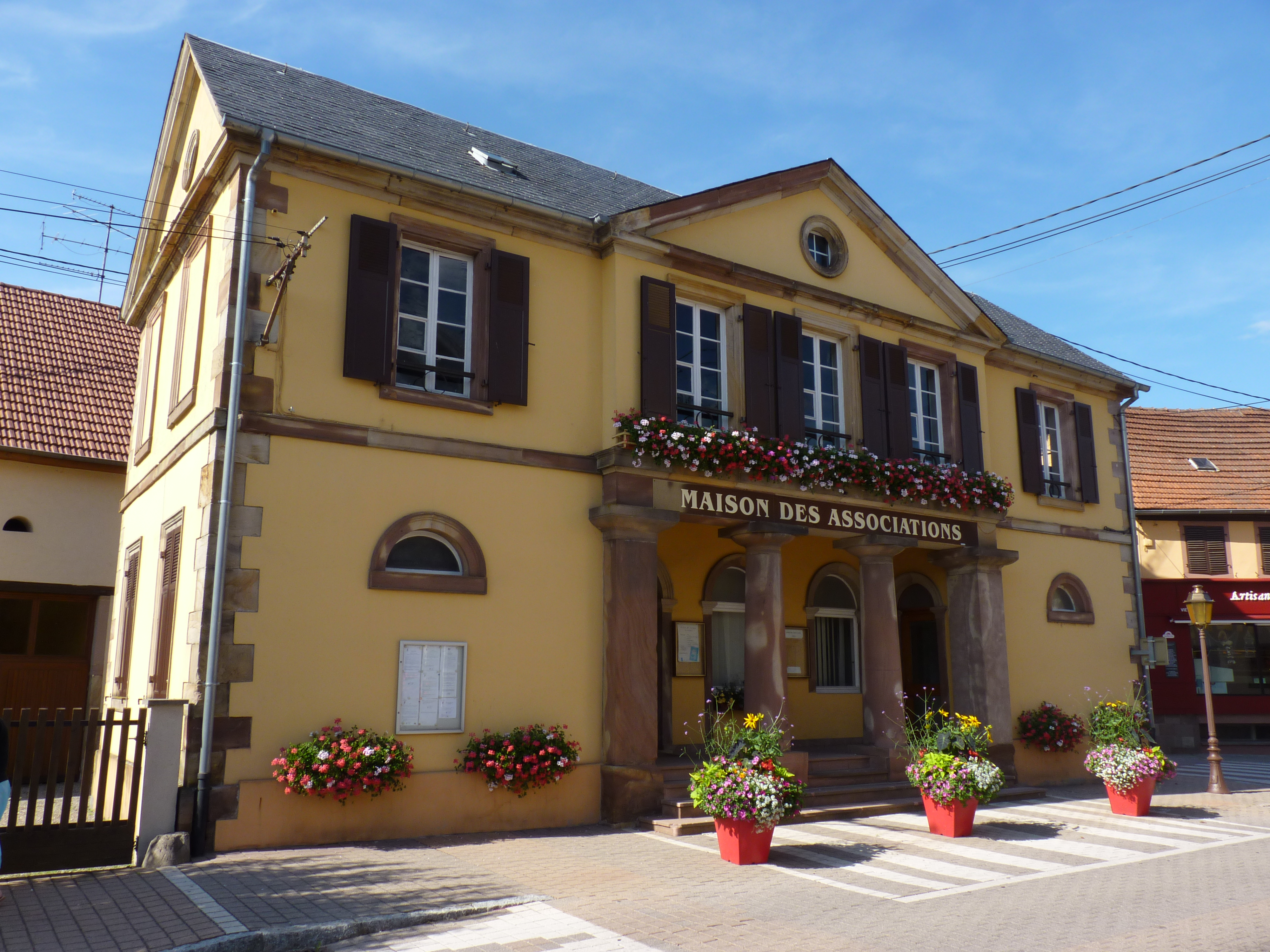
Maison des associations.

|             | Oberhaslach |                     |
|             | Urmatt      | Niederhaslach       |
| Lutzelhouse |             | Muhlbach-sur-Bruche |

### Hydrographie
La commune est dans le bassin versant du Rhin au sein du bassin Rhin-Meuse. Elle est drainée par la Bruche, le ruisseau Eimerbaechel, le ruisseau le Soultzbach, le ruisseau Grand Weinbaechel, le ruisseau Moosbach et divers bras d'Urmatt,.
La Bruche, d'une longueur de 77 km, prend sa source dans la commune de Urbeis et se jette  dans l'Ill à Strasbourg, après avoir traversé 37 communes. 

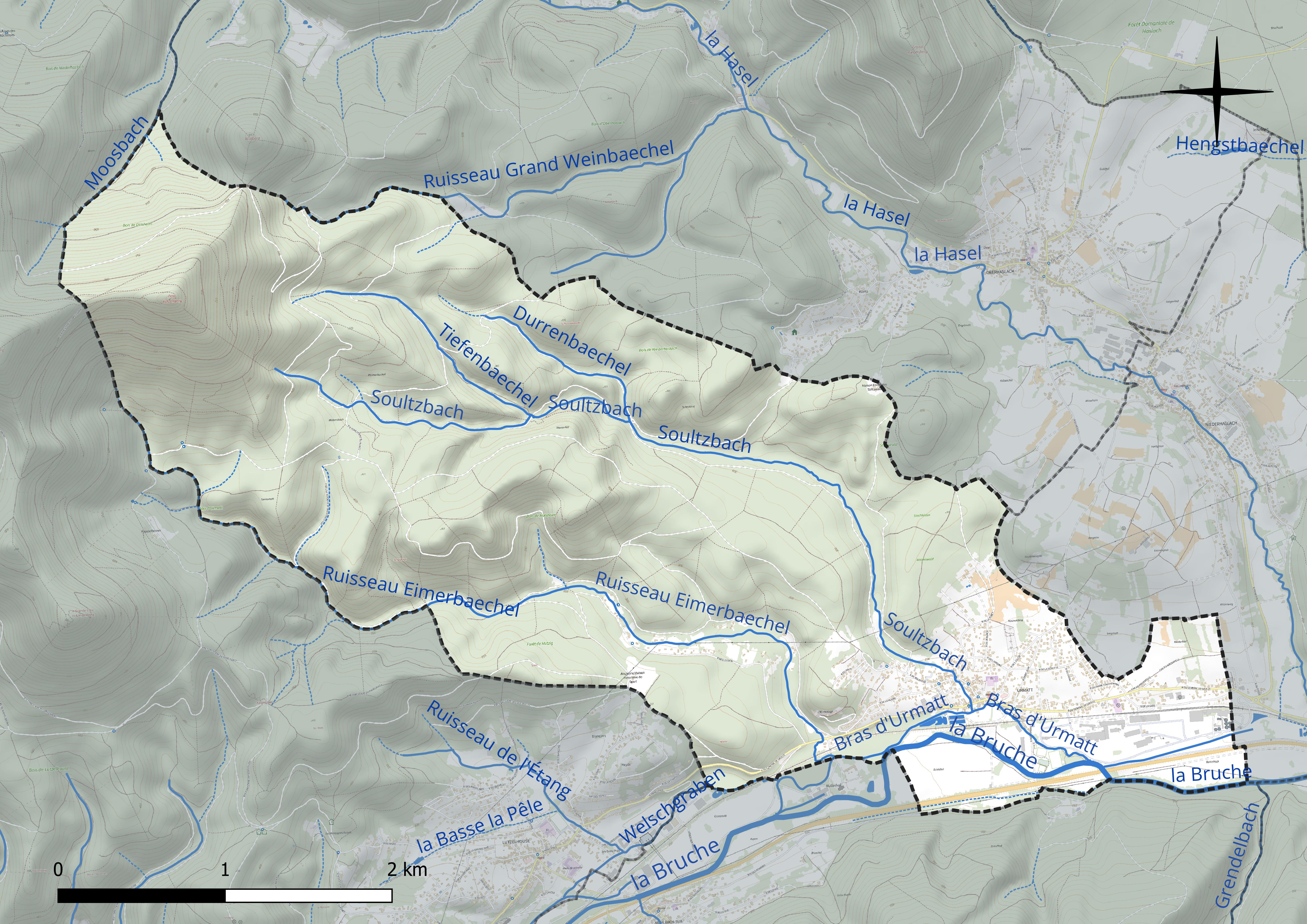
Réseau hydrographique d'Urmatt.

### Climat
Pour des articles plus généraux, voir Climat du Grand Est et Climat du Bas-Rhin.
En 2010, le climat de la commune est de type climat des marges montargnardes, selon une étude du Centre national de la recherche scientifique s'appuyant sur une série de données couvrant la période 1971-2000. En 2020, Météo-France publie une typologie des climats de la France métropolitaine dans laquelle la commune est exposée à un climat semi-continental et est dans la région climatique  Vosges, caractérisée par une pluviométrie très élevée (1 500 à 2 000 mm/an) en toutes saisons et un hiver rude (moins de 1 °C). 
Pour la période 1971-2000, la température annuelle moyenne est de 9,9 °C, avec une amplitude thermique annuelle de 17,2 °C. Le cumul annuel moyen de précipitations est de 833 mm, avec 10,1 jours de précipitations en janvier et 10,9 jours en juillet. Pour la période 1991-2020, la température moyenne annuelle observée sur la station météorologique de Météo-France la plus proche, « Wangenbourg_sapc », sur la commune de Wangenbourg-Engenthal à 11 km à vol d'oiseau, est de 9,9 °C et le cumul annuel moyen de précipitations est de 1 131,8 mm. 
La température maximale relevée sur cette station est de 36,4 °C, atteinte le 25 juillet 2019 ; la température minimale est de −16,9 °C, atteinte le 7 février 2012,,. 
Les paramètres climatiques de la commune ont été estimés pour le milieu du siècle (2041-2070) selon différents scénarios d'émission de gaz à effet de serre à partir des nouvelles projections climatiques de référence DRIAS-2020. Ils sont consultables sur un site dédié publié par Météo-France en novembre 2022.

## Urbanisme

### Typologie
Au 1er janvier 2024, Urmatt est catégorisée bourg rural, selon la nouvelle grille communale de densité à sept niveaux définie par l'Insee en 2022.
Elle est située hors unité urbaine. Par ailleurs la commune fait partie de l'aire d'attraction de Strasbourg (partie française), dont elle est une commune de la couronne,. Cette aire, qui regroupe 268 communes, est catégorisée dans les aires de 700 000 habitants ou plus (hors Paris),.

### Occupation des sols
L'occupation des sols de la commune, telle qu'elle ressort de la base de données européenne d’occupation biophysique des sols Corine Land Cover (CLC), est marquée par l'importance des forêts et milieux semi-naturels (80,9 % en 2018), une proportion sensiblement équivalente à celle de 1990 (81,2 %). La répartition détaillée en 2018 est la suivante : forêts (79 %), zones urbanisées (6,7 %), prairies (4,8 %), cultures permanentes (2,8 %), zones industrielles ou commerciales et réseaux de communication (2,5 %), zones agricoles hétérogènes (2,4 %), milieux à végétation arbustive et/ou herbacée (1,8 %). L'évolution de l’occupation des sols de la commune et de ses infrastructures peut être observée sur les différentes représentations cartographiques du territoire : la carte de Cassini (XVIIIe siècle), la carte d'état-major (1820-1866) et les cartes ou photos aériennes de l'IGN pour la période actuelle (1950 à aujourd'hui).

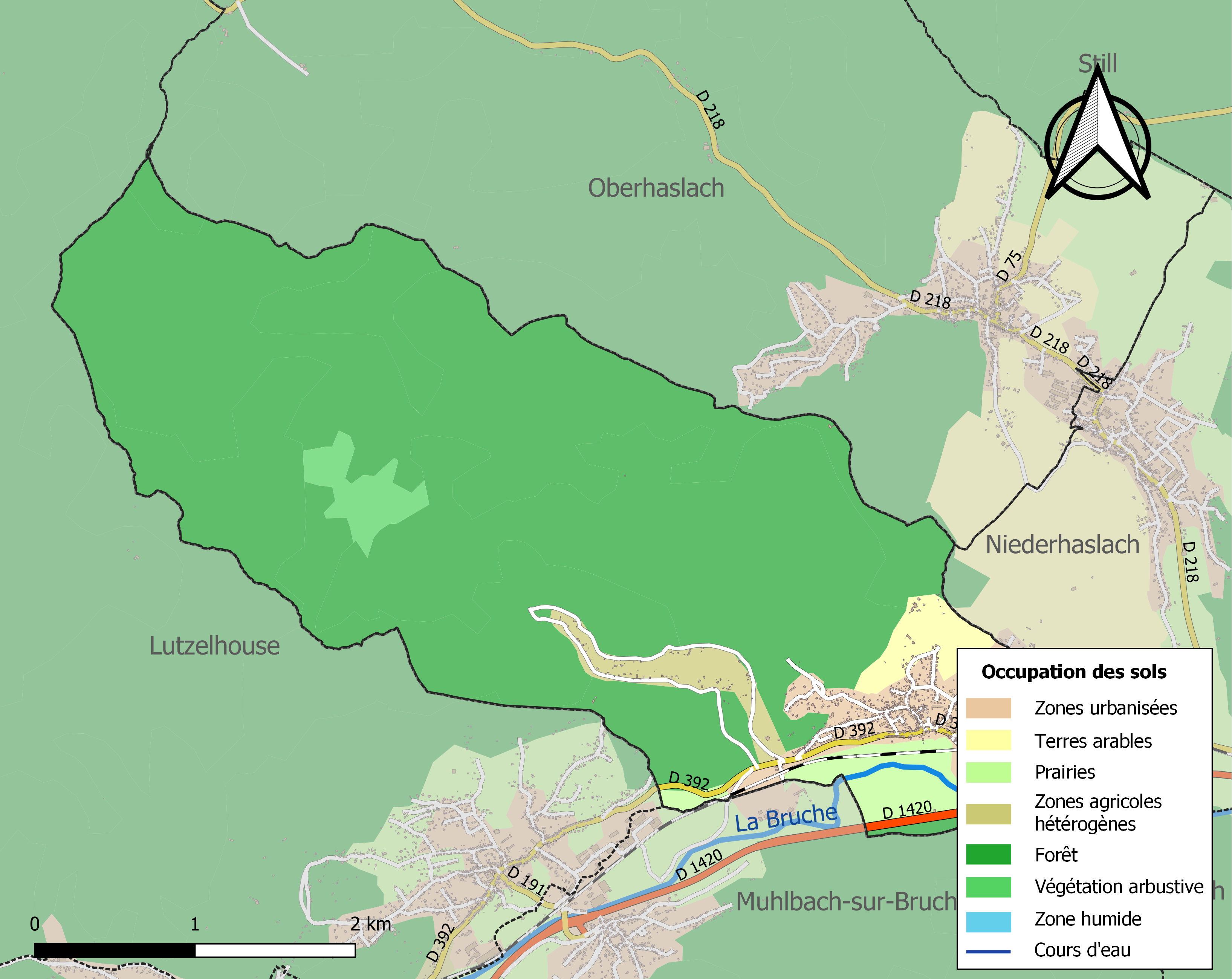
Carte des infrastructures et de l'occupation des sols de la commune en 2018 (CLC).

## Histoire
On ne connaît pas de façon certaine l'origine du village mais il est établi[réf. nécessaire] cependant qu'en 250 av. J.-C. une population clairsemée de Celtes peuplait le bas de la vallée de la Bruche.
Le chemin le long duquel s'implanta plus tard Urmatt serait un ancien chemin celte datant de l'époque où une tribu germanique vint peupler les rives du Rhin vers 70 av. J.-C., repoussant les Celtes vers l'intérieur des terres. Les menhirs érigés sur le Langenberg consolident cette thèse.
Les Germains, restés après la victoire du chef de guerre romain Julius sur le germain Arioviste dans la plaine d'Alsace, repoussaient de plus en plus les Celtes vers les montagnes. La vallée de la Bruche demeurait néanmoins sous l'influence celte alors que dans la plaine du Rhin l'influence germanique se faisait de plus en plus ressentir. Par la soumission de toute la Gaule, l'Alsace passa également sous la domination romaine, mais les Romains n'obligèrent pas les habitants à changer leurs habitudes et laissèrent au temps le soin de faire les choses.
Au cours du IIe siècle apr. J.-C., l'Alsace est à nouveau envahie, mais par des Alamans franchissant le Rhin.
Saint Florent, venu pour évangéliser la région, eut une grande influence sur elle vers 660. Le docteur Guri[Qui ?], ancien maire de la commune, nous a laissé un manuscrit dans lequel il écrit : « il semble qu'Urmatt soit nommé pour la première fois dans l'histoire en 810, au temps de Charlemagne ». L'historien alsacien Grandidier[Qui ?] remonte pour le nom Urmatt à la racine  latine urus. C'était selon lui l'endroit idéal pour chasser les aurochs dans des tranchées sur un sol marécageux. D'après Schoepflin, un autre historien, ur-mat viendrait de ur : 'vieux', et mat : prés, c'est-à-dire « vieux prés ».
Urmatt faisait partie du chapitre (assemblée tenue par des chanoines ou religieux) de Haslach, et de ce fait devait des jours de corvée, la dîme, etc. La paroisse devint indépendante en 1802 seulement.
Il semblerait qu'au tout début de l'installation du village sur le site d'Urmatt, une chapelle ait été construite à l'endroit où se trouve la route devant l'ancien cimetière. Le puits du village avait été à l'emplacement du parking devant l'actuel cimetière, il fut comblé au XIXe siècle lors du tracé de la conduite d'eau potable. Aucune preuve, mise à part la mémoire collective, ne peut être apportée à l'existence de cette chapelle et de ce puits. En 1444, l'église de Lutzelhouse est incendiée. Celle d'Urmatt a probablement subi le même sort, mais il n'en est pas fait état. Puis vint la guerre de Trente Ans, une guerre terrible pour la vallée de la Bruche. Ainsi disparaissaient plusieurs villages de la vallée, dont « Walterspach » situé sur le ban d'Urmatt, dans la forêt, au pied du Katzenberg.
Pendant la Révolution, très mouvementée dans le village qui comptait 290 habitants, deux clans de famille s'affrontaient violemment, le premier était celui de la famille Ignace Schuller, révolutionnaire, et le deuxième clan celui des familles Schneider, Siat, Valentin, Stern, anti-révolutionnaires et défenseurs de l'Église.
Sous le Second Empire, les jeunes gens ayant tiré le mauvais numéro partaient au service militaire pour sept longues années. Plusieurs de ces jeunes moururent au service de l'Empereur guerroyant dans de nombreuses contrées. Lors de la guerre de Crimée, sept jeunes gens originaires de la localité sont morts au combat durant la seule année 1855.
Le 18 août 1914, Urmatt est bombardée de 291 obus depuis le fort de Mutzig.
En 1999, lors du recensement, Urmatt comptait environ 1 350 habitants. Aujourd'hui, la population est estimée à 1 425 personnes selon le recensement de 2008.
En mai 2009, le président Nicolas Sarkozy est à Urmatt pour présenter son plan de relance de la sylviculture, durement touchée par la crise.

## Politique et administration
| Période                                  | Période                   | Identité                                   | Étiquette | Qualité |
| ---------------------------------------- | ------------------------- | ------------------------------------------ | --------- | ------- |
| 1860                                     | 1860                      | Joseph Valentin                            | SE        |         |
| 1940                                     | 1947                      | Henri Wahlmann                             | SE        |         |
| 1947                                     | 1965                      | Edouard Touchemann                         | SE        |         |
| 1965                                     | 1975                      | Albert Arbogast                            | SE        |         |
| 1975                                     | 1983                      | Édouard Gabriel                            | SE        |         |
| 1983                                     | 1995                      | François Pouget                            | SE        |         |
| 1995                                     | 2014                      | Vincent Metzger                            | SE        |         |
| 2014                                     | En cours (au 31 mai 2020) | Alain Grisé Réélu pour le mandat 2020-2026 | SE        |         |
| Les données manquantes sont à compléter. |                           |                                            |           |         |

## Population et société

### Démographie
L'évolution du nombre d'habitants est connue à travers les recensements de la population effectués dans la commune depuis 1793. Pour les communes de moins de 10 000 habitants, une enquête de recensement portant sur toute la population est réalisée tous les cinq ans, les populations de référence des années intermédiaires étant quant à elles estimées par interpolation ou extrapolation. Pour la commune, le premier recensement exhaustif entrant dans le cadre du nouveau dispositif a été réalisé en 2008.

En 2022, la commune comptait 1 476 habitants, en évolution de −0,74 % par rapport à 2016 (Bas-Rhin : +3,17 %, France hors Mayotte : +2,11 %).
| 1793 | 1800 | 1806 | 1821 | 1831 | 1836 | 1841 | 1846 | 1851 |
| ---- | ---- | ---- | ---- | ---- | ---- | ---- | ---- | ---- |
| 319  | 402  | 399  | 440  | 530  | 580  | 619  | 693  | 703  |

| 1856 | 1861 | 1866 | 1871 | 1875 | 1880 | 1885 | 1890 | 1895 |
| ---- | ---- | ---- | ---- | ---- | ---- | ---- | ---- | ---- |
| 633  | 700  | 733  | 689  | 664  | 681  | 636  | 685  | 722  |

| 1900 | 1905 | 1910 | 1921 | 1926 | 1931 | 1936  | 1946 | 1954 |
| ---- | ---- | ---- | ---- | ---- | ---- | ----- | ---- | ---- |
| 825  | 854  | 894  | 828  | 924  | 991  | 1 009 | 963  | 942  |

| 1962 | 1968  | 1975  | 1982  | 1990  | 1999  | 2006  | 2008  | 2013  |
| ---- | ----- | ----- | ----- | ----- | ----- | ----- | ----- | ----- |
| 980  | 1 042 | 1 092 | 1 121 | 1 243 | 1 357 | 1 427 | 1 447 | 1 487 |

| 2018  | 2022  | - | - | - | - | - | - | - |
| ----- | ----- | - | - | - | - | - | - | - |
| 1 469 | 1 476 | - | - | - | - | - | - | - |

## Culture locale et patrimoine

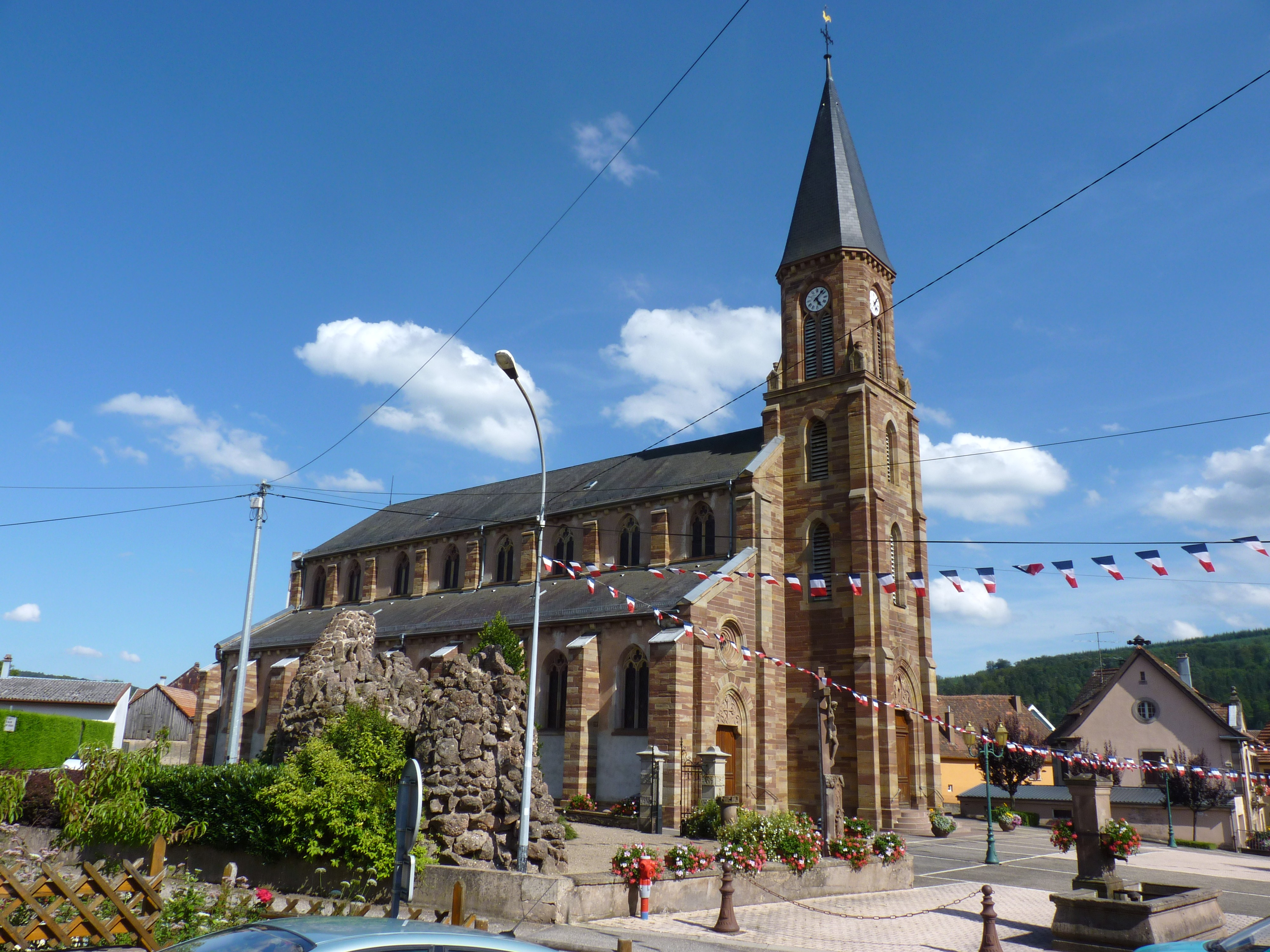
Église de la Sainte-Croix.

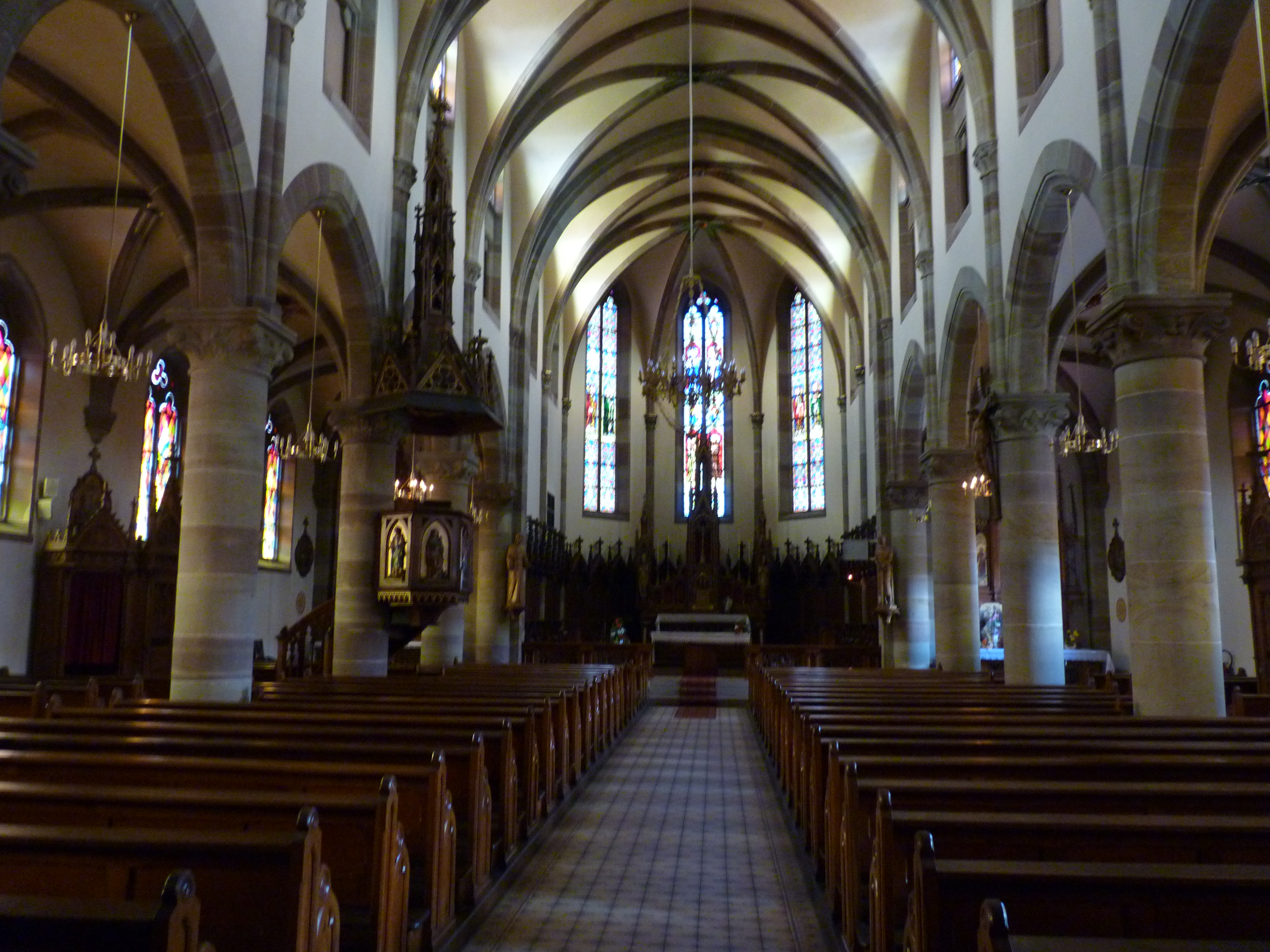
Chœur de l'église.

### Lieux et monuments
- Sur le Katzenberg subsistent des vestiges d'un mur druidique à bossages et des restes d'un château fort.
- L'ancien puits, en provenance du couvent de dominicains, a été préservé.
- L'église et la chapelle sont modernes.
- La chapelle Notre-Dame-des-Douleurs datant de 1828[21]
- La croix de Rebel, un crucifix du sculpteur local Martin Rebell en 1868[21]
- La gare d'Urmatt.
- La porte de pierre.

### Héraldique
| Blason de Urmatt | Blason  | D'argent à l'aurochs furieux de gueules sur une terrasse de sinople. |
| Blason de Urmatt | Détails |                                                                      |